# Tsovinar (deusa)
Tsovinar (em armênio: Ծովինար; romaniz.: Covinar) era a deusa armênia pré-zoroastrista da água, do mar e da chuva. Seu nome, Tzovinar, significa "filha dos mares" e ela é identificada como a mãe de Sanasar e Baltasar na tradição épica armênia.

## Nome
O nome de Tsovinar pode ser decomposto em duas partes: armênio/armênio antigo tzov, "mar, grande corpo de água", e nar ou Nar. A palavra cov é considerada por alguns estudiosos como um empréstimo do urartiano ṣûǝ, que significa 'mar (interior)'. A segunda parte é especulada como relacionada a Nara, uma divindade hitita ou hurrita. O estudioso James R. Russell traduz seu nome como "Senhora do Lago", de cov ('mar') e iraniano nār ('mulher'). Larisa Yeganyan traduz o nome como 'Marinha' ou 'Ninfa do Mar'. Tsovinar Harutyunyan interpreta seu nome como "o mar", "o espírito do mar" e "a luz do mar". De acordo com Armen Petrosyan, Covinar, uma personagem da épica armênia, também é chamado de Coveã ou Coveal ('Marinho'), ambos derivados de cov 'mar'. No entanto, Hrach Martirosyan interpreta *Covean como 'deusa do relâmpago/trovão do Mar Púrpura celestial'. De acordo com Artin K. Shalian, Tsovinar significa 'um raio sem nuvens' ou 'nascido do mar'.

## Mito
Yeganyan associa Tzovinar com as águas celestiais ou um oceano primordial, onde as águas da chuva se reúnem. Por outro lado, o folclorista armênio Manuk Abeghian a interpretou como "uma deusa da tempestade furiosa". De acordo com os estudos de Abeghian, no papel de uma deusa da tempestade, é descrita como tendo "olhos de fogo". Ela também dança nas nuvens montada em seu cavalo, criando tempestades. No épico armênio Sasna Cŕer (ou Temerários de Sassum), uma personagem feminina chamada Zovinar ou Covinar (dialetal 'relâmpago', de acordo com Armen Petrosyan) funciona como ancestral de uma linhagem de heróis que aparecem em partes posteriores do épico: ao beber da fonte ou Kat'nov haxpür ('Fonte Láctea'), ela engravida dos heróis Sanasar e Baltasar. Em outro relato, Covinar bebe um "líquido leitoso" que brota de uma rocha no meio do lago de Vã. Russell vê um paralelo entre o episódio de impregnação de Covinar com um evento semelhante envolvendo a personagem osseta Satanaia, nas sagas dos nartes. Também foi sugerido que ambas as personagens são remanescentes da deusa cita Api, descrita como uma deusa-mãe ligada à água.